# Ofensiva de la represa de Tishrín
La Ofensiva de la represa de Tishrín fue una operación militar lanzada por las Fuerzas Democráticas Sirias, con el objetivo de capturar la estratégica represa homónima, ubicada en el este de la gobernación siria de Alepo. El comando de las FDS afirmó que el objetivo de la ofensiva era «despejar todas las áreas en el sur del cantón de Kobane que hubieran sido ocupadas por elementos del grupo terrorista conocido como Daesh.» La coalición rebelde contó con apoyo aéreo internacional.

## Trasfondo
El 26 de noviembre de 2012, durante la guerra civil que asola al país, la represa de Tishrín cayó en manos rebeldes, cortando dos importantes líneas de abastecimiento gubernamentales: hacia Raqqa, lo que unificó las áreas bajo control rebelde en ambos márgenes del Éufrates, y hacia Alepo, aumentando la presión sobre las tropas leales al gobierno que se encontraban luchando por el control de dicha ciudad.

## Desarrollo
Para el 24 de diciembre, menos de 24 horas después del inicio de la contienda, las FDS se habían hecho con Sahrij, Al Jabal, Abaydad, Al Mansia, Miruha, Sajjadi, Dandoshan, Birdan, y 15 granjas al sur de la ciudad de Sarrin, que ya había sido capturada por fuerzas kurdas y rebeldes en julio de ese año. Durante ese primer día, 14 terroristas y 2 miembros de las FDS murieron en combate. Asimismo, se capturaron dos ametralladoras, un lanzacohetes y diez fusiles.
Al día siguiente, 25 de diciembre, las localidades de Bojakh, Hafyan, Munsiye, Sofayte, Saqit y Dahr Al–Faraj, así como sus alrededores, cayeron en manos de las FDS. Un total de 12 terroristas fueron abatidos en un enfrentamiento nocturno, momento para el cual las FDS tenían bajo su control 16 km del margen oriental del Éufrates.
El 26 de diciembre, las FDS capturaron la represa de Tishrín y siete poblados, matando a cinco terroristas y tomando otros ocho como prisioneros. Se reportó que, desde el inicio de la ofensiva, unas 50 localidades habían sido capturadas a Daesh. Al día siguiente, las FDS cruzaron el Éufrates y avanzaron por la ribera occidental, capturando posteriormente las ciudades de Tishrín y Sakaniya, abatiendo a 15 terroristas. ese mismo día, el Estado Islámico ejecutó a cuatro jóvenes en Manbij, acusados de ser miembros de las FDS.
Finalmente, el 30 de diciembre, el comando general de las FDS dio por finalizadas las operaciones en el sur del cantón de Kobane. Habían capturado un área de alrededor de 640 km² que incluye a la represa de Tishrín y más de 100 localidades. El balance publicado por las SDF arrojó un saldo de 9 rebeldes y 219 terroristas de Daesh muertos en combate, más otros 100 a causa de los bombardeos.